# Devaneya Pavanar

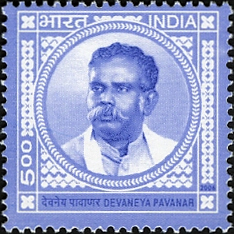
Devaneya Pavanar

Devaneya Pavanar (Tamil தேவநேய பாவாணர் Tevaneya Pavanar, IAST Tēvanēya Pāvāṇar bzw. Devaneya Pavanar oder ஞா. தேவநேயன் Na. Tevaneyan, IAST Ñā. Tēvanēyaṉ bzw. G. Devaneyan; * 7. Februar 1902 in Sankaranayinar Koil, Tamil Nadu, Indien; † 15. Januar 1981 in Madurai, Tamil Nadu, Indien) war ein tamilischer Schriftsteller und Nationalist, der seine Sprache glorifizierte und zu fördern versuchte.
Pavanar schrieb mehr als 35 Bücher. Er initiierte das Etymological Dictionary Project ‚Etymologisches Wörterbuch-Projekt‘, für Tamil. In seinem Werk vertrat er die wissenschaftlich völlig unhaltbare Ansicht, dass das Tamil sich vor Jahrhunderttausenden als älteste Sprache der Menschheit auf einem heute versunkenen Kontinent „Kumari Kandam“ entwickelt habe und dass alle anderen Sprachen der Menschheit vom Tamil abstammten. Auch glaubte er, dass es seine göttliche Mission sei, der Welt dieses Wissen zu vermitteln. Zudem schrieb er viele Musikstücke und Gedichte, unter anderem die Venpa-Sammlung. Der Titel Senthamil Selvar wurde ihm 1979 vom Bundesstaat Tamil Nadu verliehen. Er wurde auch als மொழி ஞாயிறு IAST Moḻi Ñayiru, deutsch ‚Sonne der Sprache‘ bezeichnet.

## Biografie
Gnanamuthu Devaneyan Pavanar wurde am 7. Februar 1902 in Sankaranayinar Koil, Tamil Nadu, geboren. Seine Eltern waren Gnanamuthu und Paripuranam. Er ging in der C.M.J. High School, Palayankottai, SSLC (1916–1918), zur Schule und wurde in der University of Madras zum Lehrer ausgebildet. Pavanar heiratete 1930 und hatte vier Söhne und eine Tochter, welche das vierte Kind war.
Er arbeitete von 1922 bis 1944 an mehreren High Schools als Tamil-Lehrer. Während dieser Zeit betrieb er autodidaktische Studien der dravidischen Philologie und der vergleichenden Linguistik.
1944–1956 fungierte er als Tamil-Lehrer am Municipal College in Salem. Von 1956 bis 1961 war er Lektor für dravidische Philologie an der Annamalai University. Er war Mitglied des Tamil-Entwicklungs- und Forschungskonzils, das von der Nehru-Regierung im Jahr 1959 eingeführt wurde. Als solches arbeitete er an Tamil-Büchern für Schule und College mit. Von 1974 an war er Direktor des Tamil Etymological Project (einem nationalistisch eingefärbten pseudowissenschaftlichen Versuch, sämtliche Sprachen der Welt auf das Tamilische zurückzuführen, der in der dravidologischen Fachwelt keinerlei Beachtung findet) und war Präsident der internationalen Tamil-Liga in Tamil Nadu.

## Rezeptionen zu Devaneya Pavanar
Pavanars Thesen stehen in offenkundigem Widerspruch zu den Erkenntnissen der anthropologischen, historischen und linguistischen Forschung und werden im wissenschaftlichen Diskurs entsprechend weder rezensiert noch referenziert. Er findet sich jedoch in Werken wieder, die sprachlichen Aktivismus, nationalen Mystizismus (Ramaswamy 1997, 2004) und indischen Nationalismus (Kaiwar et al. 2003) propagieren. Wertschätzung genießt er vor allem unter tamilischen Nationalisten:
- Der tamilische Poet Bharatidasan bezeichnete Pavanar als „König aller Tamilen“.
- Centre of Excellence for Classical Tamil:[1] „Sattambi Swamigal's Adhibhasa, welches versuchen wird, Tamil (in der Fachwelt) als älteste Sprache zu etablieren, wird auch einen Impuls zu Pavanars Entdeckung anbieten.“
- Die literarischen Arbeiten und Bücher von Pavanar wurden durch die Regierung Tamil Nadus im Rahmen des „goldenen Jubiläums nationaler Unabhängigkeit“ „nationalisiert“ (2006). Das heißt, dass das Copyright der Werke Pavanars nun in der Hand des Bundesstaats Tamil Nadu liegt, seine Erben wurden finanziell entschädigt.[2][3]
- M. Tamil Kudimagan, Ex-Minister für Tamil-Entwicklung der Regierung Tamil Nadus, schrieb in die Einleitung des 2001 neu überarbeiteten Werks The Primary Classical Language of the World: „Wir sind die Anhänger von Pavanar und wir werden alle Ideale von Pavanar in jedem erdenklichen Weg nachfolgen.“

## Preise und Ehrungen
- Diverse Silber- und Kupferplatten tamilischer Nationalisten
- Im Februar 2006 wurde eine Erinnerungsbriefmarke Devaneya Pavanars in Chennai herausgebracht.

## Bibliografie
Englisch
- The Primary Classical Language of the World, Katpadi Estension, North Arcot Dt., Mukkudal (Nesamani Publishing House), Paari Nilayam, Madras (1966), Nachdruck Chennai : G. Elavazhagan, 2001.
- The language problem of Tamil Nad & its logical solution, Mani, Katpadi Extension, North Arcot Dt. 1967
- An Epitome of the Lemurian Language and its ramifications 1980